# Željko Jerkov
Željko Jerkov (cirílico:Жељко Јерков) (Pula, 6 de novembro de 1953) é um ex-basquetebolista croata que integrou a seleção iugoslava que conquistou a medalha de ouro disputada nos XXIII Jogos Olímpicos de Verão em 1980 em Moscovo, medalha de prata disputadas no torneio de basquetebol nos XXII Jogos Olímpicos de Verão em 1976 em Munique.